# Paralia Demonía
Paralia Demonía ou Paralia Daimonías (grec moderne : Παραλία Δαιμονία) est un hameau situé à côté du village de Demonía appartenant au Dème de Monemvasia dans le district régional de Laconie en Grèce .
Le site est situé en bordure de mer avec une plage faisant partie du site naturel protégé de Kato Korogona.

## Patrimoine
La chapelle Agia Marina est située sur un promontoire dominant la plage.

## Vues du site

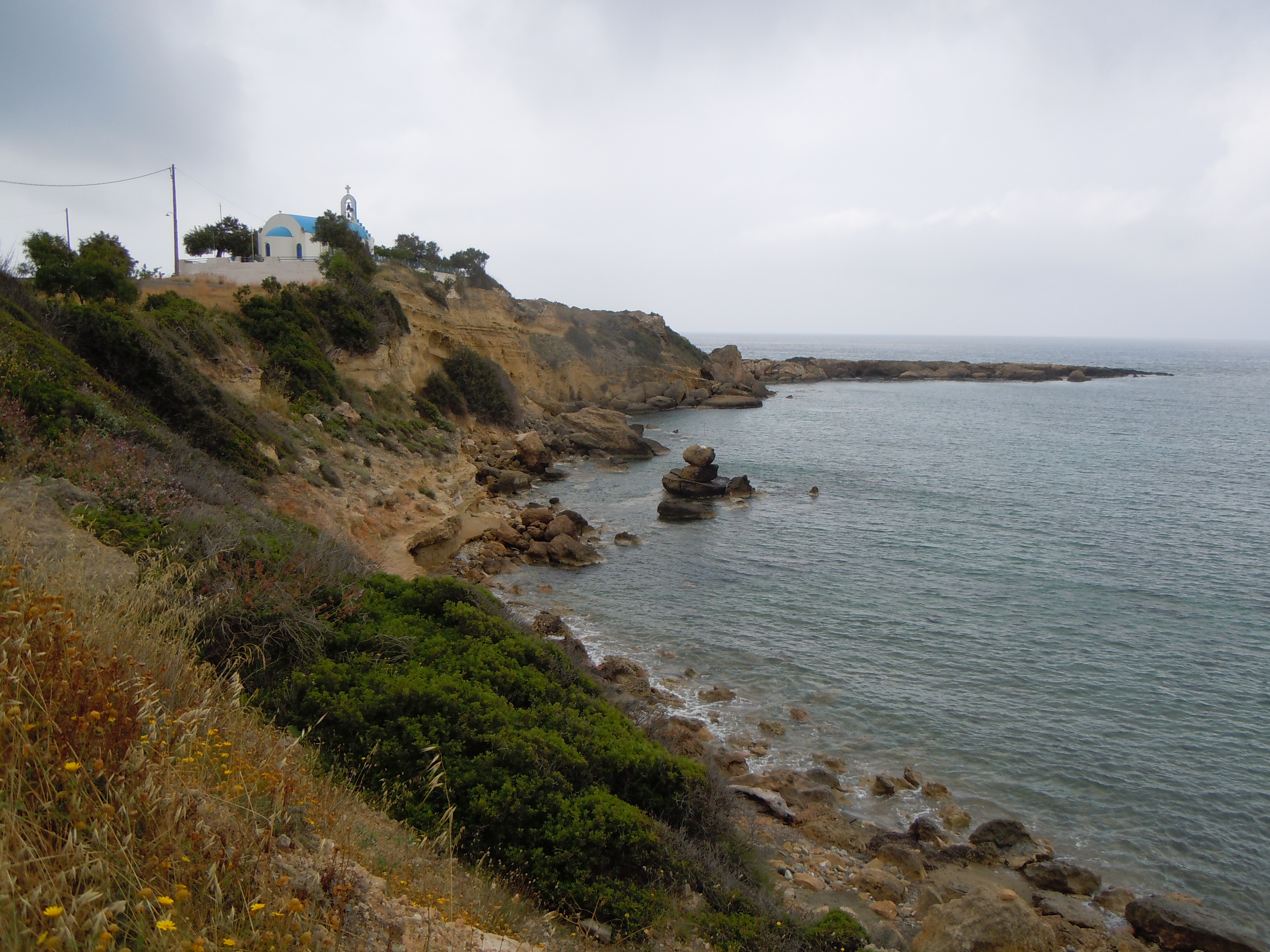
Site de la chapelle Agia Marina.
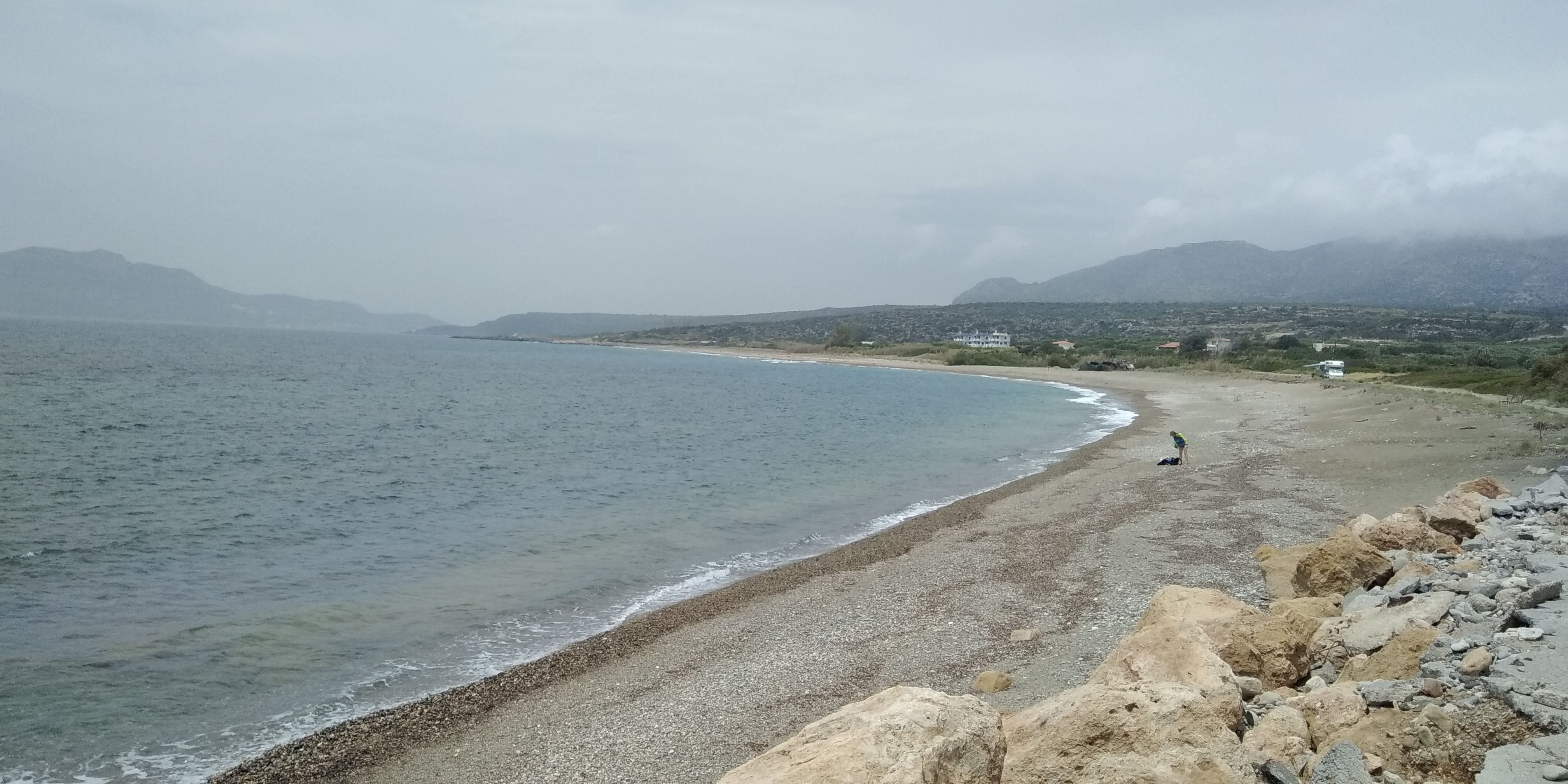
Plage de Paralia Demonia au bord du site de Kato Korogona.